# Compania de Transport Public Cluj
Die Compania de Transport Public Cluj (CTP; bis 2013 Regia Autonomă de Transport Urban de Călători, RATUC) ist ein Nahverkehrsunternehmen in der rumänischen Stadt Cluj-Napoca, deutsch Klausenburg. Es betreibt ein regelspuriges Straßenbahnnetz, Oberleitungsbusse und Autobusse. Die Gesellschaft betreibt insgesamt 44 Linien, darunter auch einige gestrichene Liniensignale. Davon werden
- drei Linien mit Straßenbahnen,
- acht Linien mit Oberleitungsbussen und
- 36 Linien mit Autobussen

betrieben.
Die Straßenbahnen, Oberleitungsbusse und Autobusse verkehren zwischen 5:00 und 23:00 Uhr, am Wochenende setzen die Linien etwas später ein. Seit Oktober 2009 besteht auf der Buslinie 25 ein Nachtverkehr bis circa 0:30 Uhr im Halbstundentakt.

## Straßenbahnbetrieb
Der heutige Straßenbahnbetrieb wurde erst 1987 eingeführt. Allerdings fuhr zwischen 1893 und 1902 zunächst eine Pferdebahn, später eine Dampfstraßenbahn zwischen der Innenstadt und dem Bahnhof. Die heutigen drei Linien haben eine Gesamtlänge von 13 Kilometern, verlaufen aber auf einer einzigen Strecke (zwei der Linien enden am Bahnhof). Auf den Strecken verkehren neben gebrauchten Fahrzeugen aus Berlin, Magdeburg und Potsdam seit 2012 auch neue Fahrzeuge vom Typ Pesa Swing.